# Grand Galop (série télévisée)
 (février 2023).
Pour l’article homonyme, voir Grand Galop.
Grand Galop ou Le Grand Galop (au Québec) (The Saddle Club) est une série télévisée canado-australienne en 78 épisodes de 25 minutes, créée par Jason Abelson et Kate Barris, produite par Warner Bros et Paramount d'après la série homonyme de livres pour enfants de Bonnie Bryant. Les deux premières saisons ont été diffusées entre le 6 février 2001 et le 2 juin 2003 et la troisième saison entre le 29 septembre 2008 et le 10 avril 2009 sur le réseau ABC en Australie, et sur YTV au Canada.
En France, la série est diffusée sur Gulli et sur Planète Juniors, au Québec depuis le 25 mai 2009 sur VRAK.TV et en Ontario sur TFO.

## Synopsis
Max Regnery est le directeur d'un centre équestre appelé le Pin creux. Stéphanie Lake et Carole Hanson sont deux élèves de ce centre et font bientôt la connaissance d'une nouvelle élève, Lisa Atwood. Leur première rencontre se déroule assez mal, car en revenant d'une balade à cheval, les deux jeunes filles ont coupé la route de la voiture de Lisa alors que sa mère la conduisait à son premier cours d'équitation au Pin creux. La mère de Lisa réagit violemment (contrairement à sa fille) et Carole et Stéphanie ont immédiatement mauvaise impression sur Lisa et ne lui adressent pas la parole, la considérant comme une snob.
C'est en sauvant Stéphanie d'une mauvaise blague d'une autre élève, Veronica Di Angelo, une riche fille de banquier prétentieuse et mal intentionnée, que Lisa devient l'amie des deux filles. Elles sont liées par la même passion qui les anime : les chevaux. Elles décident d'ailleurs de former un club nommé le « club du Grand Galop ». Leur devise : adorer les chevaux et s'entraider coûte que coûte.

## Distribution

### Acteurs principaux

#### Saisons 1 et 2
- Keenan MacWilliam (VF : Marie-Eugénie Maréchal) : Carole Hanson
- Sophie Bennett (VF : Elodie Ben) : Stéphanie Lake
- Lara Jean Marshall (VF : Kelly Marot) : Lisa Atwood
- Heli Simpson (VF : Julie Turin) : Veronica Di Angelo
- Kia Luby (VF : Aurélia Bruno) : Kristi Cavanaugh
- Brett Tucker (VF : Antoine Nouel) : Max Regnery
- Catherine Wilkin (VF : Christine Paris) : Mme Reg
- Nathan Phillips (saison 1) puis James O'Dea (saison 2) (VF : Yoann Sover) : Bob O'Malley
- Glenn Meldrum (VF : Jackie Berger) : Phil Marsten
- Marisa Siketa (saison 1) puis Jessica Jacobs (saison 2) (VF : Marie Giraudon) : Mélanie Atwood
- Janelle Corlass-Brown : Ashley

#### Saison 3
- Victoria Campbell (VF : Jessica Barrier) : Carole Hanson
- Lauren Dixon (VF : Maïa Michaud) : Stéphanie Lake
- Ariel Kaplan (VF : Coralie Coscas) : Lisa Atwood
- Marny Kennedy (VF : Anouck Hautbois) : Veronica Di Angelo
- Aisha Dee (VF : Sylvie Jacob) : Desiree « Daisy » Biggins
- Connor Jessup : Simon
- Richard Davies (VF : Antoine Nouel) : Max Regnery
- Briony Behets (VF : Christine Pâris) : Mme Reg
- Troy Lovett (VF : Benoît Du Pac) : Jackson « Jack » O'Neil
- Cosmo Feltham (VF : Bertrand Dingé) : Phil Marsten
- Ella-Rose Shenman (VF : Marie Giraudon) : Mélanie Atwood
- Kaiya Jones (VF : Cécile Vigne) : Jessica « Jess » Cooper

### Acteurs secondaires
- Chris Kirby (VF : Bruno Carna) : le Colonel Hanson
- Cathy Godbold (VF : Caroline Lallau) : Deborah Hale Regnery (saisons 1 et 2)
- Maggie King (VF : Sylvie Ferrari) : Dr Judith « Judy » Barker (saisons 1 et 2)
- Marie-Louise Walker (VF : Françoise Rigal) : Eleanor Atwood (saisons 1 et 2)
- Anthony Hawkins : Frank Di Angelo (saisons 1 et 2)
- Nikolai Nikolaeff (VF : Fabrice Josso) : Andrew "Drew" Regnery (saison 2)
- Alex Marriott (VF : Maël Davan-Soulas) : Scooter (saison 2)
- Matylda Buczko (VF : Delphine Allemane) : Dorothée Doutey (saison 2)
- Daniel Daperis : Liam (saisons 1 et 2)
- Chris Hemsworth (VF : Romain Redler) : George, le nouveau véterinaire (saison 2, épisode 17)

## Personnages
- Carole Hanson (cheval : Starlight)

Carole est une jeune fille brillante possédant un don naturel pour l'équitation. Son père l'a beaucoup aidée à reprendre confiance en elle à la suite du décès de sa mère et l'a encouragée à suivre sa passion. Elle souhaite devenir vétérinaire.
- Stéphanie Lake (chevaux : Comanche, Belle)

Stéphanie est la têtue du groupe. Elle est réputée impulsive.
- Lisa Atwood (chevaux : Patch, Prancer)

Lisa est attentionnée, compréhensive et fiable. Sa mère exige d'elle d'être la meilleure dans tout ce qu'elle entreprend, ce qui rend la jeune fille perfectionniste.
- Veronica Di Angelo (chevaux : Cobalt, Garnet)

Veronica est prétentieuse, ambitieuse et fière. Étant issue d'une famille riche, elle est persuadée de devoir « tenir son rang ». Elle sait aussi faire preuve de sensibilité.
- Max Regnery

Max est le directeur du centre équestre, très apprécié des élèves. Il se montre attentionné et disponible.
- Elizabeth Regnery

Mme Reg est la mère de Max, et copropriétaire du centre. Elle est toujours à l'écoute des élèves.
- Bob O'Malley

Bob est le palefrenier du centre.

## DVD et Téléfilm
Les DVD des saisons 1, 2 et 3, tous édités par Universal, sont sortis respectivement en 2006, 2007 et 2009 en France. Il existe des éditions intégrales et des éditions en deux parties pour chacune des saisons.
Sept longs métrages, tous édités par TF1, sont également sortis en France, combinant pour certains d'entre-eux des passages d'épisodes des premières saisons.